# 熊崎勝
熊崎 勝（くまざき まさる、1938年 - ）は岐阜県白川町生まれの絵師。
イラストレーターとして多数の企業のカタログ、ポスター、本挿絵など手掛ける。個展では、独特の異世界を表現し脚光をあびる。
また、ピンホールカメラの第一人者として解説書は有名。

## 略歴
- 1938年 - 岐阜県白川町に生まれる
- 1960年 - 名古屋にてエアーブラシ技術修得
- 1970年 - 全日本エアーブラシ協会コンペ金賞
- 1972年 - 日本イラスト連盟（本部代々木）主宰のプレイボーイ賞、しらゆり賞の会員推挙および審査員を務める
- 1974年 - 名古屋イラストレーターズクラブ創立
- 1992年 - 日本ディスプレイ業団体連合会賞
- 1993年 - 中部デザイン団体協議会理事
- 1999年 - 絵師宣言

## 個展
- 1970年 - 写真展「石とヌード」／朝日新聞ギャラリー
- 1993年 - 想像自由画「ＳＦファンタジア異世界展」／スペースプリズム画廊
- 1993年 - 白川町政三十周年記念名誉町民展／白川町民センター
- 1999年 - 絵師宣言展「幽玄の世界」／ラ・ポーラ
- 2000年 - 「現実から異世界へ、そして夢の中へ」／紀伊国屋書店エスパシオ
- 2000年 - 「異世界と妖精たち」／ラ・ポーラ
- 2001年 - 「熊崎勝の夢画展」ラ・ポーラ
- 2002年 - 異才の絵師の称号、名古屋タイムズ社より賜る。「熊崎勝の妖界展」ラ・ポーラ
- 2003年 - 熊崎勝の世界「怪楽園」／妙香園画廊
- 2004年 - 熊崎勝の世界「白日夢幻」／妙香園画廊
- 2005年 - 熊崎勝の世界「妖夢伝」／妙香園画廊
- 2006年 - 異才の絵師、熊崎勝の世界「幻想奇画」／妙香園画廊
- 2007年 - 異才の絵師、熊崎勝の世界展「幻想戯画」／銀座、柴山画廊
- 2008年 - 異才の絵師、熊崎勝の世界展「妖幻白夢」／妙香園画廊
- 2009年 - 異才の絵師、熊崎勝の世界展「幻想夢画」／夢画廊
- 2010年 - 異才の絵師、熊崎勝の世界展「ワンダーランド、エロスの迷宮」／夢画廊
- 2011年 - 異才の絵師、熊崎勝の世界展「奇想戯画」／夢画廊